# クルアーニー国立公園
クルアーニー国立公園と保護区（クルアーニ―こくりつこうえんとほごく、英: Kluane National Park and Reserve, 仏: Parc national et réserve de parc national de Kluane）は、カナダ・ユーコン準州の南西端にある自然保護区。保護区内にはカナダ最高峰であるセントエリアス山脈のローガン山 (5959m)がある。区内の83%は氷河に覆われており、残りの17%はツンドラもしくは森林となっている
。
ファースト・ネーションとの土地所有権の問題があるため、カナダ政府は1972年に22,013kmを暫定的に国立公園保護区に指定、1993年の合意で東部の5900km2が国立公園に指定された。
1979年にクルエーン/ランゲル＝セント・イライアス/グレイシャー・ベイとしてユネスコの世界自然遺産に登録された。